# Враз, Станко

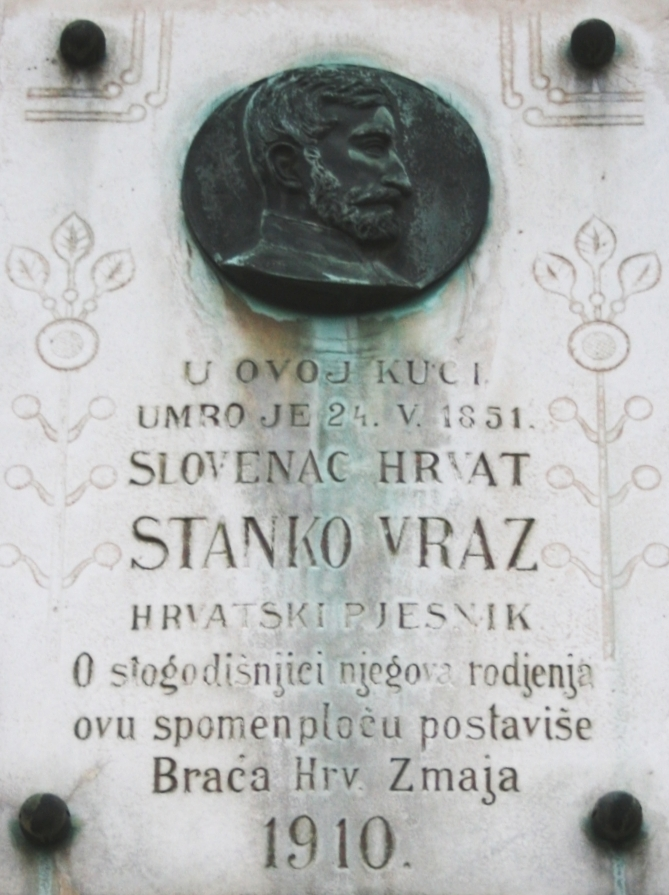
Мемориальная плита Станко Вразу в Загребе

Станко Враз (хорв. Stanko Vraz, словен. Stanco Vraz; настоящее имя Якоб Фрас; 30 июня 1810, Церовац, — 24 мая 1851, Загреб) — хорватский и словенский поэт-романтик, просветитель и общественный деятель. Один из деятелей словенского и хорватского национального возрождения, автор проектов общеславянской грамматики.

## Биография
Родился на северо-востоке Словении (ныне Нижняя Штирия) в зажиточной крестьянской семье. Учился на философском факультете Грацского университета. С 1838 года поселился в Загребе.
Во время «Весны народов» С. Враз примыкал к левому крылу либералов. С 1842 года редактировал литературный журнал «Коло», где печатались статьи о славянских литературах, информации о новых югославянских книгах.
Умер в 1851 году и похоронен на Мирогойском кладбище Загреба.

## Творческая и просветительская деятельность
Первые стихи Станко Враз написал на словенском языке, но с середины 1830-х годов увлекся идеями иллиризма и, единственный из словенцев, стал писать по-хорватски.
Словенцам в первой половине XIX века ещё не было присуще национальное самосознание, единой Словении как таковой не было. Станко Враз, работавший как в Хорватии, так и в Словении, стал одним из первых словенских просветителей, обратившихся к проблеме самосознания словенцев. Поддерживал иллирийское течение в славянской мысли. Активно сотрудничал в иллирских обществах и изданиях.
В 1841 г. совершил ряд поездок по словенским землям, собирая народные песни.

## Избранная библиография
При жизни автора вышло три сборника его интимной и гражданской лирики.
Автор сборников:
- «Джулабии» (1840)
- «Голоса из Жеравинской дубравы» (1841)
- «Гусли и тамбура» (1845)

Составил сборник «Иллирийские народные песни…» (1839).
Станко Враз переводил на хорватский язык западноевропейских и славянских поэтов, в частности, произведения Пушкина, Байрона, Данте, сам писал в духе романтизма.